# Sörsjön (Vissefjärda socken, Småland, 626703-148079)
Sörsjön är en sjö i Emmaboda kommun i Småland och ingår i Nättrabyåns huvudavrinningsområde. Sjön har en area på 0,11 kvadratkilometer och ligger 118,3 meter över havet. Vid provfiske har abborre, gädda, mört och sutare fångats i sjön.

## Delavrinningsområde
Sörsjön ingår i det delavrinningsområde (626498-148118) som SMHI kallar för Utloppet av Sidlången. Medelhöjden är 119 meter över havet och ytan är 14,43 kvadratkilometer. Det finns inga avrinningsområden uppströms utan avrinningsområdet är högsta punkten. Vattendraget som avvattnar avrinningsområdet har biflödesordning 3, vilket innebär att vattnet flödar genom totalt 3 vattendrag innan det når havet efter 44 kilometer. Avrinningsområdet består mestadels av skog (72 %). Avrinningsområdet har 1,48 kvadratkilometer vattenytor vilket ger det en sjöprocent på 10,2 %.